# 托珀湖
51°24′9″N 6°40′42″E / 51.40250°N 6.67833°E

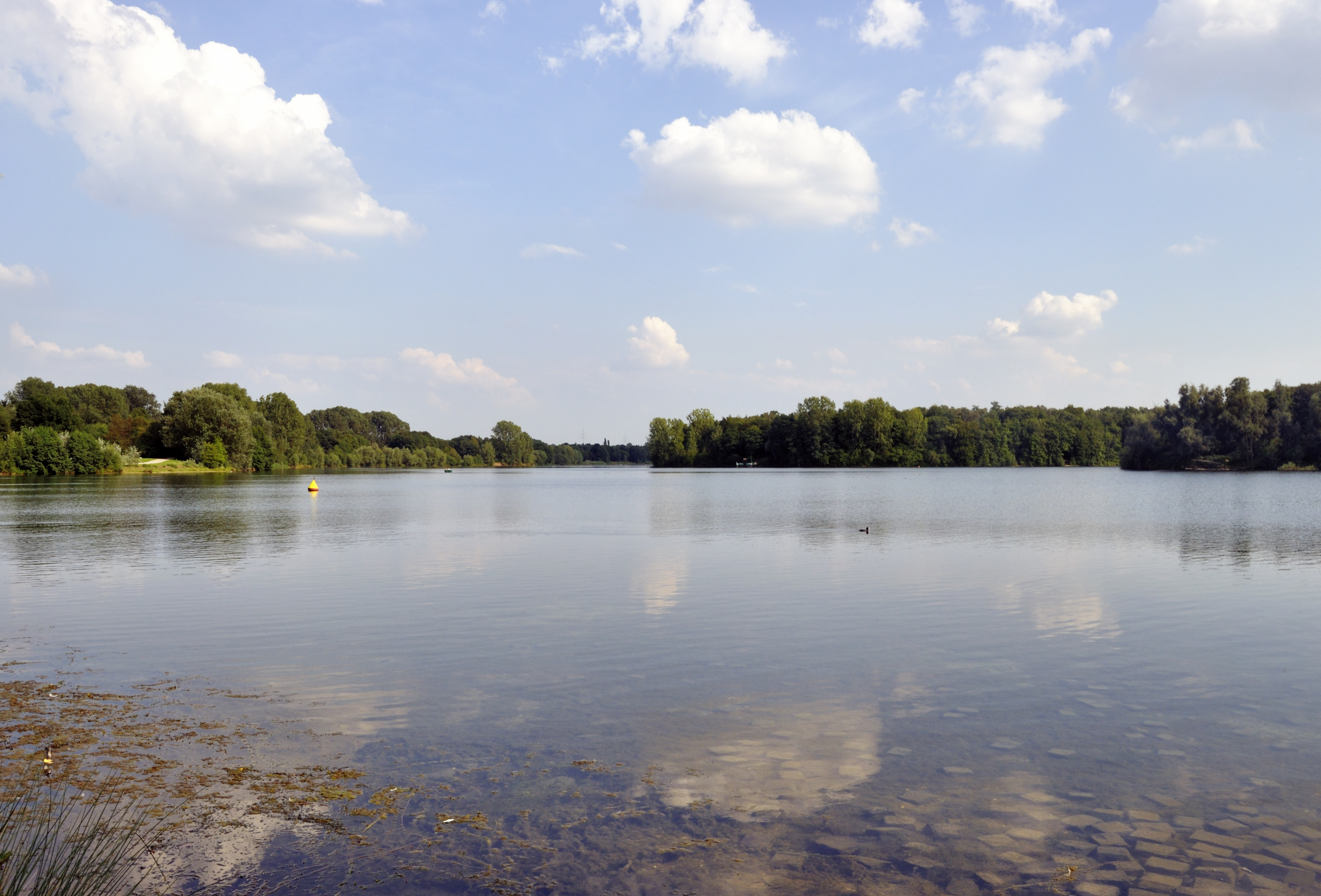

托珀湖（德語：Toeppersee），是德國的湖泊，位於該國西部，由北萊茵-威斯特法倫州負責管轄，處於杜伊斯堡以西，長1.1公里、寬0.6公里，面積0.54平方公里，平均水深4.5米，最大水深10.7米。